# Échandon
Der Échandon ist ein Fluss in Frankreich, der im Département Indre-et-Loire in der Region Centre-Val de Loire verläuft. Er entspringt im südwestlichen Gemeindegebiet von Manthelan, entwässert generell in nördlicher Richtung und mündet nach rund 26 Kilometern im Gemeindegebiet von Esvres als linker Nebenfluss in einen Nebenarm der Indre.

## Orte am Fluss
(Reihenfolge in Fließrichtung)
- Manthelan
- Le Louroux
- Tauxigny-Saint-Bauld
- Moulin Brulé, Gemeinde Saint-Branchs
- La Bandelière, Gemeinde Esvres

## Sehenswürdigkeiten
- Château Montchenain, Schloss aus dem 16. Jahrhundert am Flussufer in Esvres,
- Pont Girault, Steinbrücke über den Fluss aus dem 15. Jahrhundert im südlichen Gemeindegebiet von Esvres.

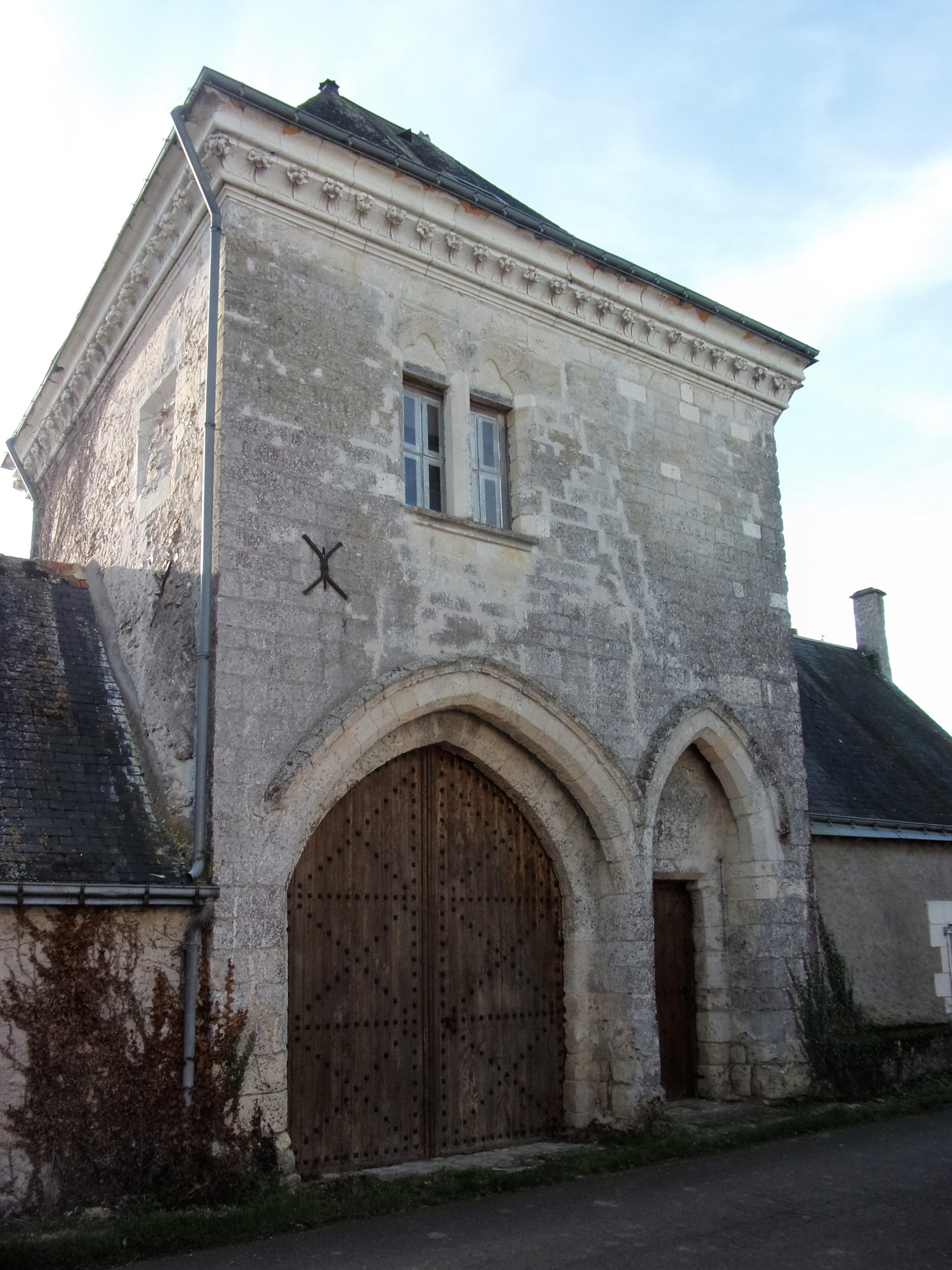
Befestigtes Tor zum Schloss Montchenain
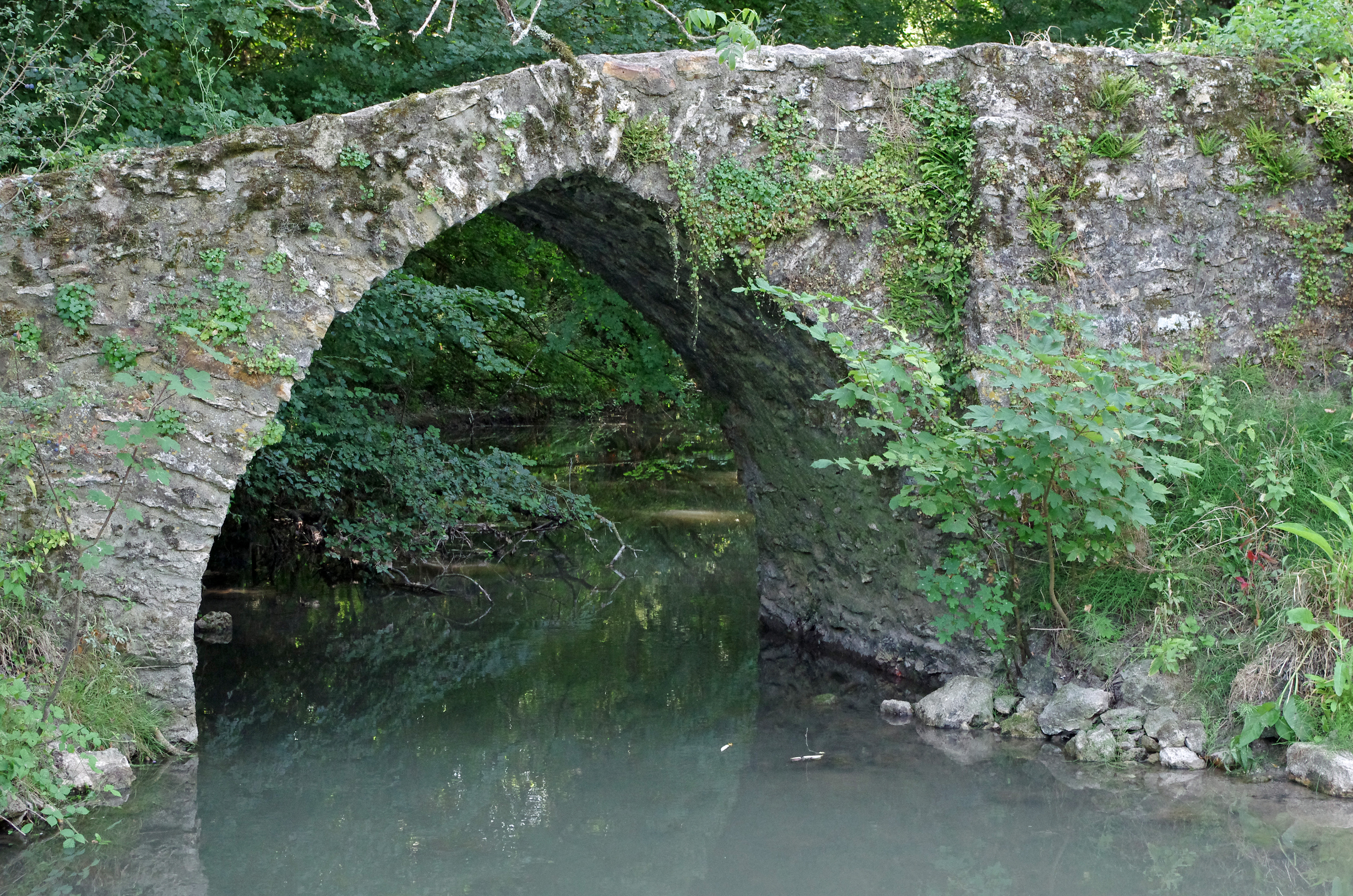
Pont Girault